# Nannodiella
Nannodiella é um gênero de gastrópodes pertencente a família Clathurellidae.

## Espécies
- Nannodiella acricula (Hedley, 1922)
- Nannodiella baracoesa Espinosa, Ortea & Moro, 2017
- Nannodiella candidula (Reeve, 1846)
- Nannodiella cubadiella Espinosa, Ortea & Moro, 2017
- Nannodiella elatior (d'Orbigny, 1847)
- Nannodiella fraternalis (Dall, 1919)[2]
- Nannodiella hukuiensis (Nomura & Niino, 1940)[3]
- Nannodiella melanitica (Dall, 1901)
- Nannodiella nana (Dall, 1919)[4]
- Nannodiella oxia (Bush, 1885)[5]
- Nannodiella vespuciana (d'Orbigny, 1842)[6]